# Torneo de Reservas de Chile 1951
El Torneo de Reservas de Chile 1951, también conocido como Torneo de Reserva del Fútbol Profesional 1951, fue la 19.º edición del campeonato de reservas de la Primera División de Chile, organizado por la Asociación Central de Fútbol. El campeón fue Universidad Católica, tras imponerse en el Clásico Universitario de la categoría, y luego de la derrota de Colo-Colo, días después, ante el mismo rival.

## Formato
Compitieron los planteles de clubes del Torneo de Primera División 1951. Estos equipos estaban conformados por jugadores profesionales y jóvenes valores del fútbol formativo. Se disputó con el sistema de todos contra todos.

## Desarrollo
Tras los resultados de la última fecha, efectuada entre el 28 y 31 de octubre de 1951, Universidad Católica era el líder con 35 puntos, los cuales completó con su triunfo en el Clásico universitario. El único equipo que podía darle alcance era Colo-Colo, que contaba con 33 puntos y tenía un encuentro pendiente ante Universidad de Chile, el mismo rival que días antes los cruzados habían vencido. Si Colo-Colo lograba el triunfo, el campeonato se dirimiría en un encuentro de definición. El triunfo de Universidad de Chile por 2:1 desbarató esa posibilidad. Entre las figuras del campeón Universidad Católica, destacaron jugadores como Sergio Litvak, Fernando Jara y Horacio Cisternas.

## Resultados
Se dispone de información de la última fecha, desarrollada entre el 28 y 31 de octubre de 1951, y de los partidos pendientes, disputados el 3 de noviembre de ese año.
| Colo-Colo            | 6:0 | Audax Italiano       | Estadio Nacional |
| Universidad Católica | 3:2 | Universidad de Chile | Estadio Nacional |

| Universidad de Chile | 2:1 | Colo-Colo | Santa Laura |
| Green Cross          | S/i | Iberia    | Santa Laura |

## Tabla de Posiciones
Se dispone de información de los dos primeros lugares.
| POS | Equipo               | PTS |
| --- | -------------------- | --- |
| 1.  | Universidad Católica | 35  |
| 2.  | Colo-Colo            | 33  |

## Campeón
|                      |
| Universidad Católica |
|                      |
| 1.° título           |